# SCR J1546−5534
SCR J1546−5534 är en ensam stjärna belägen i den mellersta delen av stjärnbilden Vinkelhaken. Den har en skenbar magnitud av ca 14,62 (G) och kräver ett kraftfullt teleskop för att kunna observeras. Baserat på parallax Gaia Data Release 2 på ca 119,1 mas beräknas den befinna sig på ett avstånd av ca 27,4 ljusår (ca 8,4 parsec) från solen. 

## Observation
SCR J1546−5534 identifierades 2011 och var det rödaste och näst närmaste objektet som upptäcktes i SuperCOSMOS-RECONS (SCR) sökningar på himlen där egenrörelser analyserades.

## Egenskaper
SCR J1546−5534 är en röd dvärgstjärna i huvudserien av  spektralklass M7.5 V. Den har en effektiv temperatur av ca 2 700 K, beräknad genom optisk analys av dess spektrum.